# داریو بلتسا

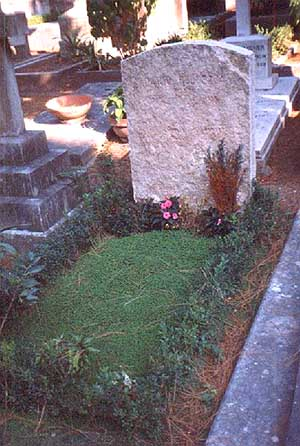
مقبره داریو بلتسا در گورستان غیر کاتولیک در رم.

داریو بلتسا (ایتالیایی: Dario Bellezza؛ ۵ سپتامبر ۱۹۴۴ – ۳۱ مارس ۱۹۹۶) یک شاعر، نویسنده و نمایش‌نامه‌نویس همجنس‌گرا اهل ایتالیا بود که برنده جایزه ویارجو (۱۹۷۶) شد.
داریو در ۵ سپتامبر ۱۹۴۴ در رم به دنیا آمد. پس از تحصیل در لیسیو در شهر زادگاهش که در سال ۱۹۶۲ از آن فارغ التحصیل شد. او برای چندین مجله ادبی و شعر ایتالیایی کار کرد.
دهه ۱۹۵۰-۱۹۶۰ دوره‌ای بود که در آن طبقه کارگر، حزب کمونیست ایتالیا، اتحادیه‌های کارگری و تمام امیدهای آنها برای تغییر فرهنگی ریشه‌ای به طرز چشمگیری شکست خورد. رشد سیاسی و اقتصادی طبقه متوسط دموکرات مسیحی و فراماسونری‌های جدید و تغییر یافته غالب شد.
بنابراین، بلتسا در عصری سیاسی-فرهنگی زندگی می‌کرد که در اثر تقابل‌های ایدئولوژیک دهه ۱۹۶۰ و خط ایدئولوژیک خرابکارانه نوآوانگارد تهاجمی که با کدهای زبانی متعارف مبارزه می‌کرد، متلاطم شده بود.
بلتسا، مانند بسیاری از روشنفکران دیگر، یک بورژوا بود، اما به گفته پازولینی، با آنها تفاوت داشت، زیرا «اولین شاعر بورژوازی بود که خود را قضاوت کرد».
پازولینی علاقه عمیقی به آثار بلتسا و تجربه هنری او داشت.
او در ۳۱ مارس ۱۹۹۶ بر اثر ایدز در رم درگذشت. در آن سال جایزه شعری به نام او تعیین شد.